# Edificio Hotel Metropole
El edificio del Ex Hotel Metropole está en la esquina de Avenida de Mayo y Salta, en Buenos Aires. Fue uno de los primeros grandes hoteles de Buenos Aires, inaugurado en 1900, y en la actualidad está ocupado por viviendas y oficinas.

## Historia

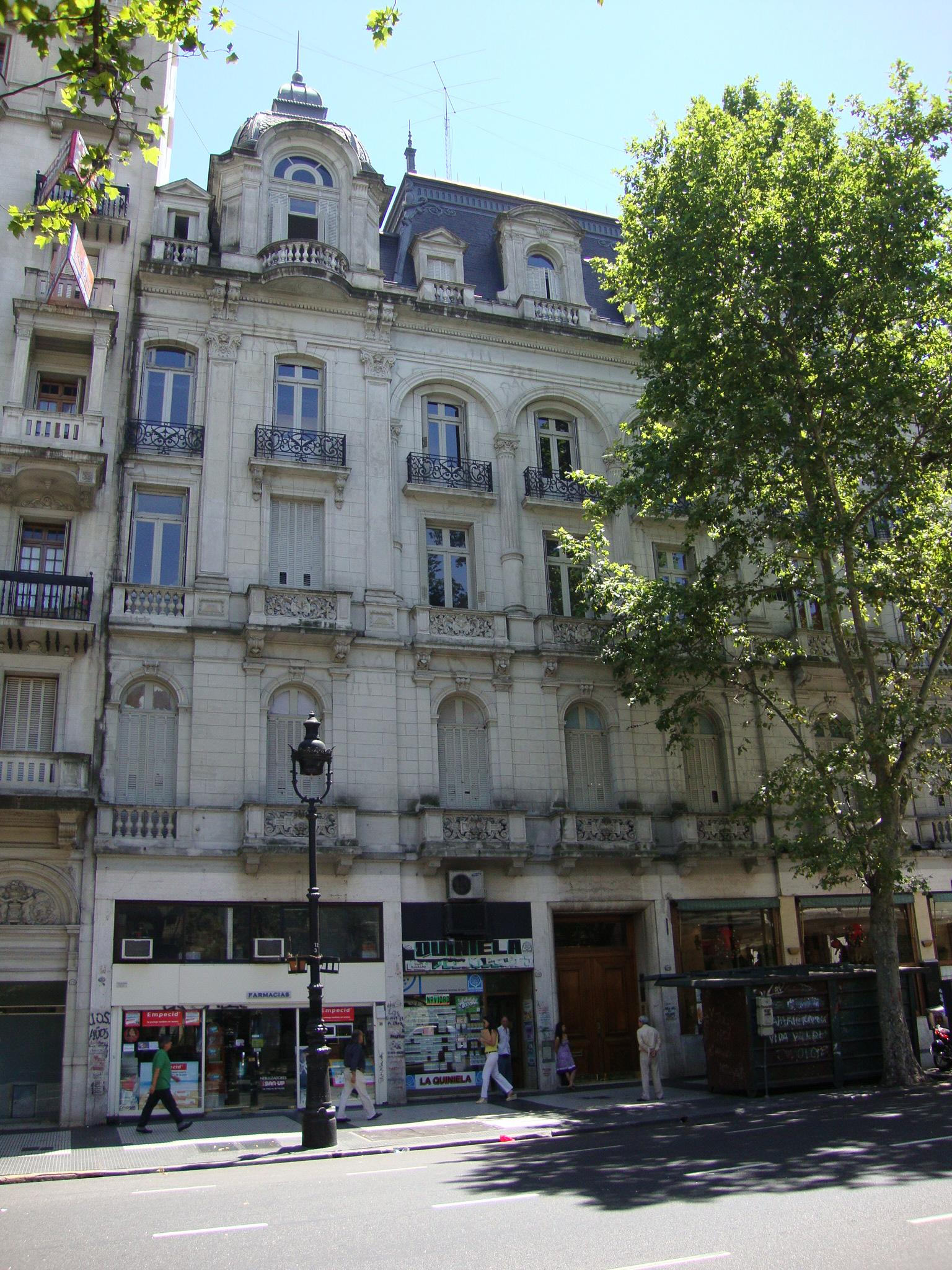
Vista actual de la fachada, modificada y descuidada.

Construido por la Compañía de Seguros “La Previsora”, el edificio fue diseñado por el arquitecto Augusto Plou, que también proyectó la sede principal de la firma y otros dos hoteles para ella: el Hotel de Londres y el Grand Hotel. Fue inaugurado hacia 1900 y administrado primero por los señores Ausermin y Phews.
Dos años después, quedaba a cargo de Martignon, Auguarde y Cía. En 1908, el edificio pasó a manos de J. Pomes y Cía. y cambió su nombre por Hotel Cecil. Décadas más tarde, cerró como hotel y fue remodelado y dividido en propiedad horizontal según la ley de 1948.
Actualmente, su planta baja está ocupada por un restaurante y otros comercios menores. En los pisos superiores funcionan oficinas y algunos departamentos.

## Arquitectura

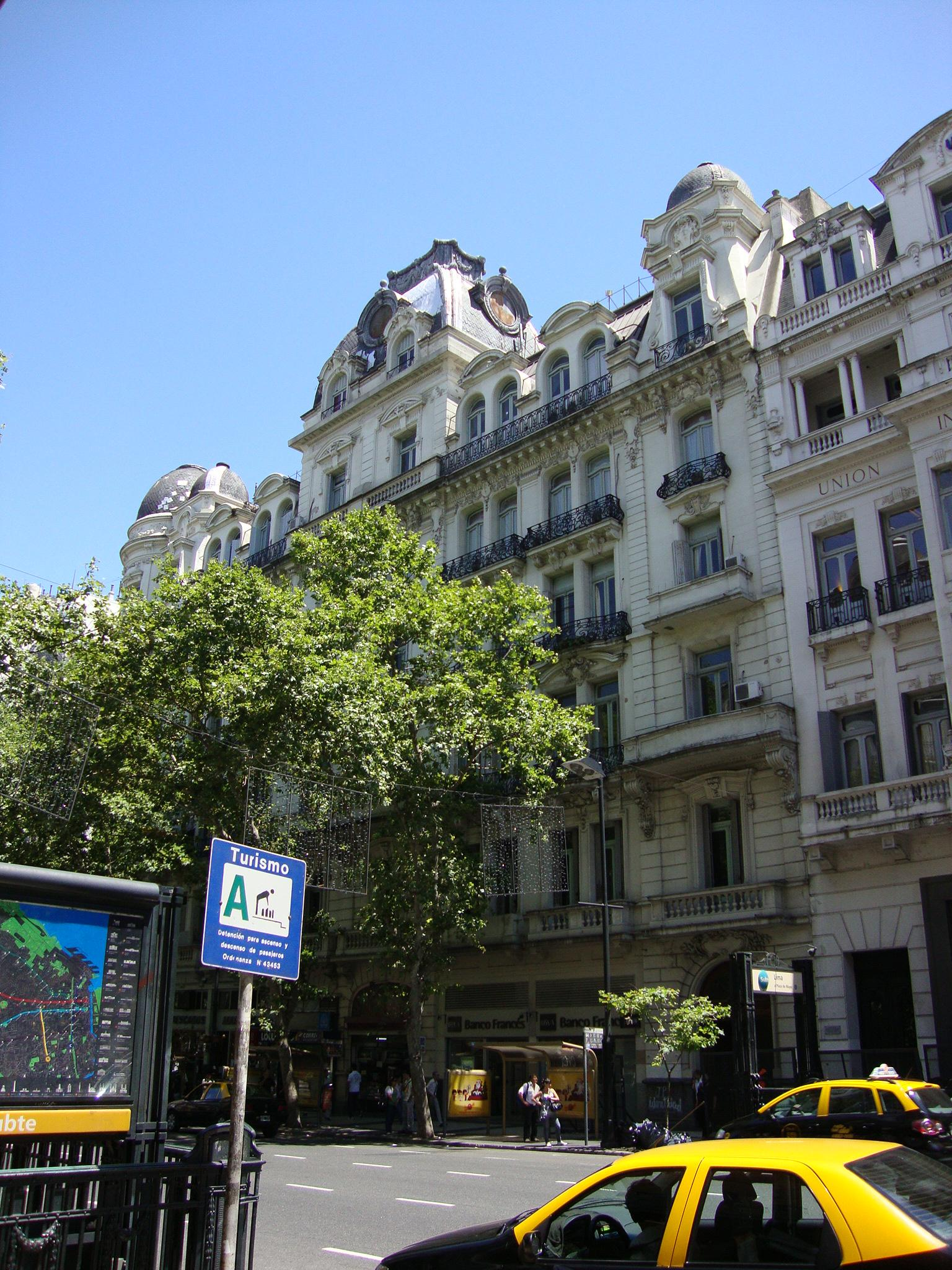
El estado actual del Ex Hotel Metropole desde la avenida de Mayo.

Construido en mampostería con vigas de hierro y bovedilla catalana, como se usaba en esa época previa al hormigón armado, el edificio tiene un sótano, planta baja y cuatro pisos (el último en mansarda). Es de estilo academicista francés, pertenece a la corriente de la Ecole des Beaux Arts de París.
Originalmente, la cúpula de la esquina estaba rematada por una estatua femenina hecha en bronce, que era el símbolo de La Previsora. Cuando cambió de dueños, la estatua fue reemplazada por la aguja metálica que todavía se mantiene. Además, la mansarda tenía una serie de miradores con techos metálicos, que fueron quitados por la falta de mantenimiento.
El edificio ocupa toda la cuadra de la calle Salta entre la Avenida de Mayo y la calle Rivadavia, y sus dos esquinas están resaltadas por cúpulas simétricas. En la esquina de Salta y Avenida de Mayo había originalmente tres puertas, pero con las remodelaciones para alquilar locales comerciales, ese espacio de la ochava se transformó en el ventanal de un restaurante. La entrada principal al hotel es por Avenida de Mayo 1207, aunque la puerta original de hierro fue cambiada por una de madera, y se remodeló totalmente el hall del edificio, revistiéndolo con travertino.
Además, se aprovechó la gran altura de la planta baja para agregar un entrepiso a los locales comerciales que ocuparon lo que originalmente era el comedor y el vestíbulo del Hotel Metropole. En los pisos superiores, las 150 habitaciones del hotel se transformaron en departamentos y oficinas. Estaban diseñadas según la costumbre del 1900, cuando además del dormitorio y el baño, las habitaciones de hotel tenían una sala de estar y hasta un vestíbulo para recibir visitas, ya que estaban pensadas para visitantes que llegaban en barco y se quedaban mucho tiempo en la ciudad. Además, el edificio tiene dos patios interiores de aire y luz, rodeados por pasillos en galería a los cuales se abren las habitaciones, aunque de las 150 originales, 100 tenían ventana a la calle.
La decoración original era fastuosa: los dos halls del hotel estaban revestidos en mármoles de varios colores e incluían boisserie de roble tallada artesanalmente. Además, el nombre del hotel estaba escrito con mosaicos en el piso. El hall principal, entrando por Avenida de Mayo, conducía a la escalera de mármol que subía alrededor de un ascensor Otis en jaula, uno de los primeros en Buenos Aires. Los muebles lujosos eran de estilo Luis XV, y el servicio incluida un comedor general con 40 mozos, más dos comedores más pequeños para familias, un salón de música y otro de lectura, todos finamente decorados.
Sin embargo, con el cierre del hotel y su venta en propiedad horizontal, todos los espacios originales y sus decoraciones se perdieron y fueron rematadas. En la actualidad nada del viejo Hotel Metropole se conserva.